# Liste der Torschützenkönige der Scottish Premiership
Die Liste der Torschützenkönige der Scottish Premiership führt alle Torschützenkönige der höchsten schottischen Fußballspielklasse der Premiership seit deren Gründung im Jahr 2013 auf. Im weiteren Teil werden die erfolgreichsten Spieler, Vereine und Nationen genannt. Torschützenkönig wird derjenige Spieler, der im Verlauf einer Saison die meisten Tore erzielt.

## Liste der Torschützenkönige
- Saison: Nennt die Saison, in welcher der Spieler Torschützenkönig wurden.
- Spieler: Nennt den Spielernamen des Torschützenkönigs.
- Nationalität: Nennt die Nationalität des Torschützenkönigs.
- Verein: Nennt den Verein, für den der Spieler in der betreffenden Saison gespielt hat. Grün markierte Vereine konnten dabei die Meisterschaft gewinnen.
- Tore: Nennt die Anzahl der Tore, die der Spieler in der Saison erzielt hat.

| Saison  | Spieler              | Nationalität | Verein              | Tore |
| ------- | -------------------- | ------------ | ------------------- | ---- |
| 2013/14 | Kris Commons         | Schottland   | Celtic Glasgow      | 27   |
| 2014/15 | Adam Rooney          | Irland       | FC Aberdeen         | 18   |
| 2015/16 | Leigh Griffiths      | Schottland   | Celtic Glasgow      | 31   |
| 2016/17 | Liam Boyce           | Nordirland   | Ross County         | 23   |
| 2017/18 | Kris Boyd            | Schottland   | FC Kilmarnock       | 18   |
| 2018/19 | Alfredo Morelos      | Kolumbien    | Glasgow Rangers     | 18   |
| 2019/20 | Odsonne Édouard      | Frankreich   | Celtic Glasgow      | 22   |
| 2020/21 | Odsonne Édouard      | Frankreich   | Celtic Glasgow      | 18   |
| 2021/22 | Regan Charles-Cook   | Grenada      | Ross County         | 13   |
|         | Georgios Giakoumakis | Griechenland | Celtic Glasgow      | 13   |
| 2022/23 | Kyōgo Furuhashi      | Japan        | Celtic Glasgow      | 27   |
| 2023/24 | Lawrence Shankland   | Schottland   | Heart of Midlothian | 24   |
| 2024/25 | Cyriel Dessers       | Nigeria      | Glasgow Rangers     | 18   |

## Ranglisten

### Titelgewinne nach Spieler
- Rang: Nennt die Platzierung des Spielers, welche sich nach Anzahl seiner errungenen Auszeichnungen richtet. Bei gleicher Anzahl wird alphabetisch nach dem Familiennamen sortiert.
- Spieler: Nennt den Namen des Spielers.
- Anzahl: Nennt die Anzahl der errungenen Titel des Torschützenkönigs.
- Spielzeiten: Nennt die Spielzeit, in denen der Spieler Torschützenkönig wurde.

| Rang | Spieler              | Anzahl | Spielzeiten      |
| ---- | -------------------- | ------ | ---------------- |
| 1.   | Odsonne Édouard      | 2      | 2019/20, 2020/21 |
| 2.   | Kris Boyd            | 1      | 2017/18          |
| 2.   | Liam Boyce           | 1      | 2016/17          |
| 2.   | Kris Commons         | 1      | 2013/14          |
| 2.   | Regan Charles-Cook   | 1      | 2021/22          |
| 2.   | Cyriel Dessers       | 1      | 2024/25          |
| 2.   | Kyōgo Furuhashi      | 1      | 2022/23          |
| 2.   | Georgios Giakoumakis | 1      | 2021/22          |
| 2.   | Leigh Griffiths      | 1      | 2015/16          |
| 2.   | Alfredo Morelos      | 1      | 2018/19          |
| 2.   | Adam Rooney          | 1      | 2014/15          |
| 2.   | Lawrence Shankland   | 1      | 2023/24          |

### Titelgewinne nach Verein
- Rang: Nennt die Platzierung des Vereins, die sich nach Anzahl der Titelträger richtet. Bei gleicher Anzahl wird alphabetisch nach dem Vereinsnamen sortiert.
- Verein: Nennt den Namen des Vereins.
- Anzahl: Nennt die Anzahl der Spielzeiten, in denen ein Akteur des Vereins Torschützenkönig wurde.
- Spielzeiten: Nennt die Spielzeiten, in denen ein Akteur des Vereins Torschützenkönig wurde.

| Rang | Verein              | Anzahl | Spielzeiten                                          |
| ---- | ------------------- | ------ | ---------------------------------------------------- |
| 1.   | Celtic Glasgow      | 6      | 2013/14, 2015/16, 2019/20, 2020/21, 2021/22, 2022/23 |
| 2.   | Glasgow Rangers     | 2      | 2018/19, 2024/25                                     |
| 2.   | Ross County         | 2      | 2016/17, 2021/22                                     |
| 4.   | FC Aberdeen         | 1      | 2014/15                                              |
| 4.   | FC Kilmarnock       | 1      | 2017/18                                              |
| 4.   | Heart of Midlothian | 1      | 2023/24                                              |

### Titelgewinne nach Nationalität
- Rang: Nennt die Platzierung der Nation, die sich nach Anzahl der Titelträger richtet. Bei gleicher Anzahl wird alphabetisch sortiert.
- Nation: Nennt die Nation.
- Anzahl: Nennt die Anzahl der Spielzeiten, in denen ein Akteur der Nationalität Torschützenkönig wurde.
- Spielzeiten: Nennt die Spielzeiten, in denen ein Akteur der Nationalität Torschützenkönig wurde.

| Rang | Nation       | Anzahl | Spielzeiten                        |
| ---- | ------------ | ------ | ---------------------------------- |
| 1.   | Schottland   | 4      | 2013/14, 2015/16, 2017/18, 2023/24 |
| 2.   | Frankreich   | 2      | 2019/20, 2020/21                   |
| 3.   | Grenada      | 1      | 2021/22                            |
| 3.   | Griechenland | 1      | 2021/22                            |
| 3.   | Japan        | 1      | 2022/23                            |
| 3.   | Irland       | 1      | 2014/15                            |
| 3.   | Kolumbien    | 1      | 2018/19                            |
| 3.   | Nigeria      | 1      | 2024/25                            |
| 3.   | Nordirland   | 1      | 2016/17                            |